# Одеса-Застава I
Одéса-Застáва І (Одеса-Застава Перша) — вузлова сортувальна позакласна залізнична станція Одеської залізниці. Розташована на перетині декількох ліній Роздільна I — Одеса-Застава I, Одеса-Пересип — Одеса-Застава I, Одеса-Застава I — Одеса-Головна та Одеса-Застава I — Арциз між станціями Одеса-Головна (9 км) та Усатове (6 км).

## Історія
Станція відкрита у 1876 році. 
У 1973 році станція електрифікована змінним струмом (~25 кВ) в складі дільниці Одеса-Застава І — Дачне.

## Загальні відомості
Від станції відгалужуються лінії до станції Одеса-Західна (продовженням є лінії на Чорноморськ-Порт, Білгород-Дністровський, Арциз) та до станції Одеса-Застава III.
Станція Одеса-Застава I — найбільша станція в Одесі. Вона приймає і сортує поїзди з Подільського напрямку, що і визначає її значні розміри. Розташована на заході міста в районі Застава I.
Станція — одна з двох, що має сортувальну гірку з великими підгірковими коліями.
Від станції відгалужується велика кількість під'їзних колій, в тому числі перегін МППЗТ Одеса-Застава I — НПЗ.
Від Одеси-Застави I беруть початок перегони:
- Одеса-Застава-I — Одеса-Головна (в центр міста);
- Одеса-Застава-I — Одеса-Пересип (в Колосівському напрямку);
- Одеса-Застава-I — Одеса-Західна (в південному напрямку).

## Парки
Станція має кілька парків: Сортувальний, Північний, Новий, Приймальний, Шлюзовий і Південний.
Сортувальний парк розташований перед сортувальною гіркою в бік міста.
З протилежного боку гірки розташований Приймальний парк.
На північній межі депо Одеса-Застава I колії Приймального парку переходять в колії Шлюзового парку, найпівнічнішого парку станції Одеса-Застава I. Шлюзовий парк станції має розворотну петлю, яка називається петлею Шлюзового парку. Ця петля дозволяє, відправивши поїзд в Подільському напрямку, обернути його петлею і направити на Колосівський напрямок, наприклад. Цю петлю добре видно з об'їзної дороги і з автобану М05E95 Київ — Одеса. Відразу після Конюшинового моста праворуч від дороги, якщо дивитися в бік Одеси, йде електрифікована одноколійка. Це і є петля. Вона йде паралельно об'їзній дорозі по мосту через перегін Одеса-Застава I — Усатове Подільського напрямку.
Чотири крайніх з півночі колії станції складають колії Нового і Північного парків, причому колії Нового парку неелектрифіковані.
У східній частині станції знаходиться парк пасажирських поїздів, так званий Південний парк.
Станція має низьку пасажирську платформу і невеликий вокзал. Біля Південного парку в районі автомобільного переїзду є платформа Дальницький переїзд. Електропоїзди там не завжди зупиняються.

## Моторвагонне депо
На станції розташоване моторвагонне депо Одеса-Застава I (РПЧ-9), де базуються електропоїзди, які обслуговують Одеський залізничний вузол та всю Одеську залізницю в цілому. Моторвагонне депо відкрито 1 вересня 1980 року.
В районі Нового парку є нереалізоване тепловозне депо, яке нині використовується як депо техніки ремонту колій.

## Подія
3 грудня 2021 року близько 11 години дня на перегоні Одеса-Головна — Одеса-Застава І, під час прямування швидкісного приміського поїзда «Дунайський експрес» в депо для екіпірування, невідомими особами було скоєно вандальний напад. Внаслідок нападу камінням пошкоджено бічне скло автоматичних дверей з правого боку у напрямку руху. Поїзд обладнаний системою відеоспостереження. Усі дані, зафіксовуються на бортовій камері та передаються для подальшого розслідування до місцевого органу Нацполіції. За повідомленням керівництва Одеської залізниці, при попередньому перегляді відео з камер спостереження видно, як група підлітків кидає каміння у бік поїзда.

## Вшанування пам'яті
4 листопада 2016 року, у День залізничника, на території моторвагонного депо Одеса-Застава-I відбулося урочисте відкриття меморіального пам'ятного знаку залізничникам, які загинули в ході АТО, захищаючи територіальну цілісність України.